# (2895) Memnon
(2895) Memnon ist ein Asteroid aus der Gruppe der Jupiter-Trojaner. Damit werden Asteroiden bezeichnet, die auf den Lagrange-Punkten auf der Bahn des Jupiter um die Sonne laufen. (2895) Memnon wurde am 10. Januar 1981 von Norman G. Thomas entdeckt.
Benannt wurde der Asteroid nach dem König Memnon von Äthiopien, einem Verbündeten Trojas nach der griechischen Mythologie.